# NBA Draft 2022
De NBA Draft 2022 was de 76e editie van de jaarlijkse NBA Draft waarmee potentiële kandidaat NBA-basketballers worden gekozen door de verschillende clubs uit de NBA. Om de beurt worden er dan spelers gekozen uit een selectie van Amerikaanse amateurspelers uit de verschillende universiteiten en internationale spelers. De draft werd gehouden op 23 juni 2022 in het Barclays Center in Brooklyn en werd voor het eerst sinds 2019 opnieuw gehouden in juni in plaats van juli zoals in 2020 en 2021. Er werden dit jaar maar 58 spelers gekozen omdat de Milwaukee Bucks en de Miami Heat elk een draftpick moesten laten vallen omdat ze de NBA-regels rondom Tapping up hadden gebroken. Paolo Banchero werd als eerste gekozen in de eerste ronde door de Orlando Magic.

## Draft
| Ronde | Pick                                          | Speler              | Positie | Nationaliteit    | Team                   | School / Club             |
| ----- | --------------------------------------------- | ------------------- | ------- | ---------------- | ---------------------- | ------------------------- |
| 1     | 1                                             | Paolo Banchero      | PF      | Italië           | Orlando Magic          | Duke Blue Devils          |
| 1     | 2                                             | Chet Holmgren       | PF/C    | Verenigde Staten | Oklahoma City Thunder  | Gonzaga Bulldogs          |
| 1     | 3                                             | Jabari Smith Jr.    | PF      | Verenigde Staten | Houston Rockets        | Auburn Tigers             |
| 1     | 4                                             | Keegan Murray       | PF      | Verenigde Staten | Sacramento Kings       | Iowa Hawkeyes             |
| 1     | 5                                             | Jaden Ivey          | PG/SG   | Verenigde Staten | Detroit Pistons        | Purdue Boilermakers       |
| 1     | 6                                             | Bennedict Mathurin  | SG/SF   | Canada           | Indiana Pacers         | Arizona Wildcats          |
| 1     | 7                                             | Shaedon Sharpe      | SG      | Canada           | Portland Trail Blazers | Kentucky Wildcats         |
| 1     | 8                                             | Dyson Daniels       | PG/SG   | Australië        | New Orleans Pelicans   | G League Ignite           |
| 1     | 9                                             | Jeremy Sochan       | PF      | Polen            | San Antonio Spurs      | Baylor Bears              |
| 1     | 10                                            | Johnny Davis        | SG      | Verenigde Staten | Washington Wizards     | Wisconsin Badgers         |
| 1     | 11                                            | Ousmane Dieng       | SF      | Frankrijk        | New York Knicks        | New Zealand Breakers      |
| 1     | 12                                            | Jalen Williams      | SG      | Verenigde Staten | Oklahoma City Thunder  | Santa Clara Broncos       |
| 1     | 13                                            | Jalen Duren         | C       | Verenigde Staten | Charlotte Hornets      | Memphis Tigers            |
| 1     | 14                                            | Ochai Agbaji        | SG      | Verenigde Staten | Cleveland Cavaliers    | Kansas Jayhawks           |
| 1     | 15                                            | Mark Williams       | C       | Verenigde Staten | Charlotte Hornets      | Duke Blue Devils          |
| 1     | 16                                            | AJ Griffin          | SF      | Verenigde Staten | Atlanta Hawks          | Duke Blue Devils          |
| 1     | 17                                            | Tari Eason          | PF      | Verenigde Staten | Houston Rockets        | LSU Tigers                |
| 1     | 18                                            | Dalen Terry         | SG      | Verenigde Staten | Chicago Bulls          | Arizona Wildcats          |
| 1     | 19                                            | Jake LaRavia        | SF      | Verenigde Staten | Minnesota Timberwolves | Wake Forest Demon Deacons |
| 1     | 20                                            | Malaki Branham      | SG      | Verenigde Staten | San Antonio Spurs      | Ohio State Buckeyes       |
| 1     | 21                                            | Christian Braun     | SG      | Verenigde Staten | Denver Nuggets         | Kansas Jayhawks           |
| 1     | 22                                            | Walker Kessler      | C       | Verenigde Staten | Memphis Grizzlies      | Auburn Tigers             |
| 1     | 23                                            | David Roddy         | SF      | Verenigde Staten | Philadelphia 76ers     | Colorado State Rams       |
| 1     | 24                                            | MarJon Beauchamp    | SG/SF   | Verenigde Staten | Milwaukee Bucks        | G League Ignite           |
| 1     | 25                                            | Blake Wesley        | PG/SG   | Verenigde Staten | San Antonio Spurs      | Notre Dame Fighting Irish |
| 1     | 26                                            | Wendell Moore Jr.   | SF      | Verenigde Staten | Dallas Mavericks       | Duke Blue Devils          |
| 1     | 27                                            | Nikola Jović        | SF      | Servië           | Miami Heat             | KK Mega Basket            |
| 1     | 28                                            | Patrick Baldwin Jr. | PF      | Verenigde Staten | Golden State Warriors  | Milwaukee Panthers        |
| 1     | 29                                            | TyTy Washington Jr. | PG      | Verenigde Staten | Memphis Grizzlies      | Kentucky Wildcats         |
| 1     | 30                                            | Peyton Watson       | SF      | Verenigde Staten | Oklahoma City Thunder  | UCLA Bruins               |
| 2     | 31                                            | Andrew Nembhard     | PG      | Canada           | Indiana Pacers         | Gonzaga Bulldogs          |
| 2     | 32                                            | Caleb Houstan       | SF      | Canada           | Orlando Magic          | Michigan Wolverines       |
| 2     | 33                                            | Christian Koloko    | C       | Kameroen         | Toronto Raptors        | Arizona Wildcats          |
| 2     | 34                                            | Jaylin Williams     | PF      | Verenigde Staten | Oklahoma City Thunder  | Arkansas Razorbacks       |
| 2     | 35                                            | Max Christie        | SG      | Verenigde Staten | Los Angeles Lakers     | Michigan State Spartans   |
| 2     | 36                                            | Gabriele Procida    | SG/SF   | Italië           | Portland Trail Blazers | Fortitudo Bologna         |
| 2     | 37                                            | Jaden Hardy         | SG      | Verenigde Staten | Sacramento Kings       | G League Ignite           |
| 2     | 38                                            | Kennedy Chandler    | PG      | Verenigde Staten | San Antonio Spurs      | Tennessee Volunteers      |
| 2     | 39                                            | Khalifa Diop        | C       | Senegal          | Cleveland Cavaliers    | CB Gran Canaria           |
| 2     | 40                                            | Bryce McGowens      | SG      | Verenigde Staten | Minnesota Timberwolves | Nebraska Cornhuskers      |
| 2     | 41                                            | E. J. Liddell       | PF      | Verenigde Staten | New Orleans Pelicans   | Ohio State Buckeyes       |
| 2     | 42                                            | Trevor Keels        | SG      | Verenigde Staten | New York Knicks        | Duke Blue Devils          |
| 2     | 43                                            | Moussa Diabaté      | PF      | Frankrijk        | Los Angeles Clippers   | Michigan Wolverines       |
| 2     | 44                                            | Ryan Rollins        | SG      | Verenigde Staten | Atlanta Hawks          | Toledo Rockets            |
| 2     | 45                                            | Josh Minott         | SF      | Jamaica          | Charlotte Hornets      | Memphis Tigers            |
| 2     | 46                                            | Ismaël Kamagate     | C       | Frankrijk        | Detroit Pistons        | Paris Basketball          |
| 2     | 47                                            | Vince Williams Jr.  | SG/SF   | Verenigde Staten | Memphis Grizzlies      | VCU Rams                  |
| 2     | 48                                            | Kendall Brown       | SF      | Verenigde Staten | Minnesota Timberwolves | Baylor Bears              |
| 2     | 49                                            | Isaiah Mobley       | PF      | Verenigde Staten | Cleveland Cavaliers    | USC Trojans               |
| 2     | 50                                            | Matteo Spagnolo     | SG      | Italië           | Minnesota Timberwolves | Guerino Vanoli Basket     |
| 2     | 51                                            | Tyrese Martin       | SG      | Verenigde Staten | Golden State Warriors  | UConn Huskies             |
| 2     | 52                                            | Karlo Matković      | C       | Kroatië          | New Orleans Pelicans   | KK Mega Basket            |
| 2     | 53                                            | JD Davison          | PG      | Verenigde Staten | Boston Celtics         | Alabama Crimson Tide      |
| 2     | Milwaukee Bucks (overgeslagen door tampering) |                     |         |                  |                        |                           |
| 2     | Miami Heat (overgeslagen door tampering)      |                     |         |                  |                        |                           |
| 2     | 54                                            | Yannick Nzosa       | C       | Congo-Kinshasa   | Washington Wizards     | Baloncesto Málaga         |
| 2     | 55                                            | Gui Santos          | SF      | Brazilië         | Golden State Warriors  | Minas Tênis Clube         |
| 2     | 56                                            | Luke Travers        | SG      | Australië        | Cleveland Cavaliers    | Perth Wildcats            |
| 2     | 57                                            | Jabari Walker       | PF      | Verenigde Staten | Portland Trail Blazers | Colorado Buffaloes        |
| 2     | 58                                            | Hugo Besson         | PG      | Frankrijk        | Indiana Pacers         | New Zealand Breakers      |

1947 · 1948 · 1949 · 1950 · 1951 · 1952 · 1953 · 1954 · 1955 · 1956 · 1957 · 1958 · 1959 · 1960 · 1961 · 1962 · 1963 · 1964 · 1965 · 1966 · 1967 · 1968 · 1969 · 1970 · 1971 · 1972 · 1973 · 1974 · 1975 · 1976 · 1977 · 1978 · 1979 · 1980 · 1981 · 1982 · 1983 · 1984 · 1985 · 1986 · 1987 · 1988 · 1989 · 1990 · 1991 · 1992 · 1993 · 1994 · 1995 · 1996 · 1997 · 1998 · 1999 · 2000 · 2001 · 2002 · 2003 · 2004 · 2005 · 2006 · 2007 · 2008 · 2009 · 2010 · 2011 · 2012 · 2013 · 2014 · 2015 · 2016 · 2017 · 2018 · 2019 · 2020 · 2021 · 2022 · 2023 · 2024